# Casa a l'avinguda Onze de Setembre, 25 (Olot)
La casa a l'avinguda Onze de Setembre, 25, d'Olot (Garrotxa), és una obra inclosa a l'Inventari del Patrimoni Arquitectònic de Catalunya.

## Descripció
És una casa entre mitgera de planta rectangular amb planta baixa -molt reformada i on alberga locals comercials- i tres pisos. Destaca l'ornamentació de la façana, amb estucats i esgrafiats formant motius florals -amb un cap de dona al mig- que coronen totes les obertures, així com les franges de rajola vidriada que decoren les parts inferiors dels balcons i les finestres del tercer pis amb motius florals de colors verds i blaus. La façana segueix una simetria total, amb balconades d'accés central i dues finestres laterals a tots els pisos excepte el tercer on el balcó és més reduït.

## Història
El carrer Onze de Setembre està situat entre la plaça Palau i la casa de Ca l'Artigues. Antigament era anomenat carrer de la Verge de la Guia per haver-hi una capella dedicada a aquesta verge. En iniciar-se el carrer, hi havia una creu monumental gòtica de finals del segle xiv que els terratrèmols van enderrocar. Poc després es va bastir la capelleta de la Verge de la Guia o de la Santa Creu, que també va ser enderrocada, l'any 1883, en urbanitzar el final del carrer i la plaça Palau. No totes les cases del carrer foren aixecades al segle xix i ho demostren les llindes del casal número 22, amb la data "1647", i la del número 16 amb la seva data "1770".